# Combo (电子游戏)
在电子游戏中，combo（combination的缩写，中文可稱「连招」「连击」「連打」等）是指连续完成的执行一系列动作指令。这些指令通常有严格的时间限制，完成可取得大量分数或优势。该术语源自格斗游戏中组合拳的概念，现已经广泛运用于益智游戏、清版射击和体育等各类游戏。combo常作为游戏必需元素，但也可以用于高分或攻击威力修正，亦或仅仅用来展示华丽效果。
在格斗游戏中，combo专指有限时间内通过一连串攻击发出的招式，而对手（几乎）无法格挡或避开。有些游戏出于平衡性，会对多次打击的威力做负修正，如卡普空的《街头霸王IV》。

## 历史
combo最早应用于Technos Japan的街机清版动作游戏《热血硬派》（1986）和《双截龙》（1987）。《热血硬派》和《双截龙》与早期一击打倒敌人的游戏不同：第一次攻击暂时静止敌人，使其无法防御攻击，接着再发起一连串更强的攻击。在卡普空1989年的《快打旋风》中，combo变得更具活力。
卡普空也在格斗对战游戏《街头霸王II》中采用了连招理念，掌握技巧的玩家可在恰当时间，连续击打电脑玩家，使之没有时间恢复及繼續戰鬥。连招设计属于偶然；主制作人船水纪孝在程序查错时发现了这一情况，他虽然认为时机要求难度很大，难以当作游戏功能，但还是将之作为隐藏设定。此后连招成为格斗游戏的重要设计元素，方法从简单到高难度不一。《超级街头霸王II》是最早统计combo数，并奖励有達成combo的玩家的游戏。

## 其他应用
其他许多游戏也有combo系统，其一般用途是赢得奖励分数来冲刺最高分。combo是许多益智游戏的核心元素。清版射击和砍杀游戏也集成有combo系统，如《斑鸠》和真·三国无双系列。
第一人称射击游戏也有类似combo的系统，比如《穿越火线》中快速杀死两人成为“双杀”。《Dota 2》和《英雄联盟》等多人在线竞技游戏（MOBA）中也有此概念。